# Deflexula lilaceobrunnea
Deflexula lilaceobrunnea är en svampart som beskrevs av Corner 1950. Deflexula lilaceobrunnea ingår i släktet Deflexula och familjen mattsvampar.   Inga underarter finns listade i Catalogue of Life.